# Sal de ajo

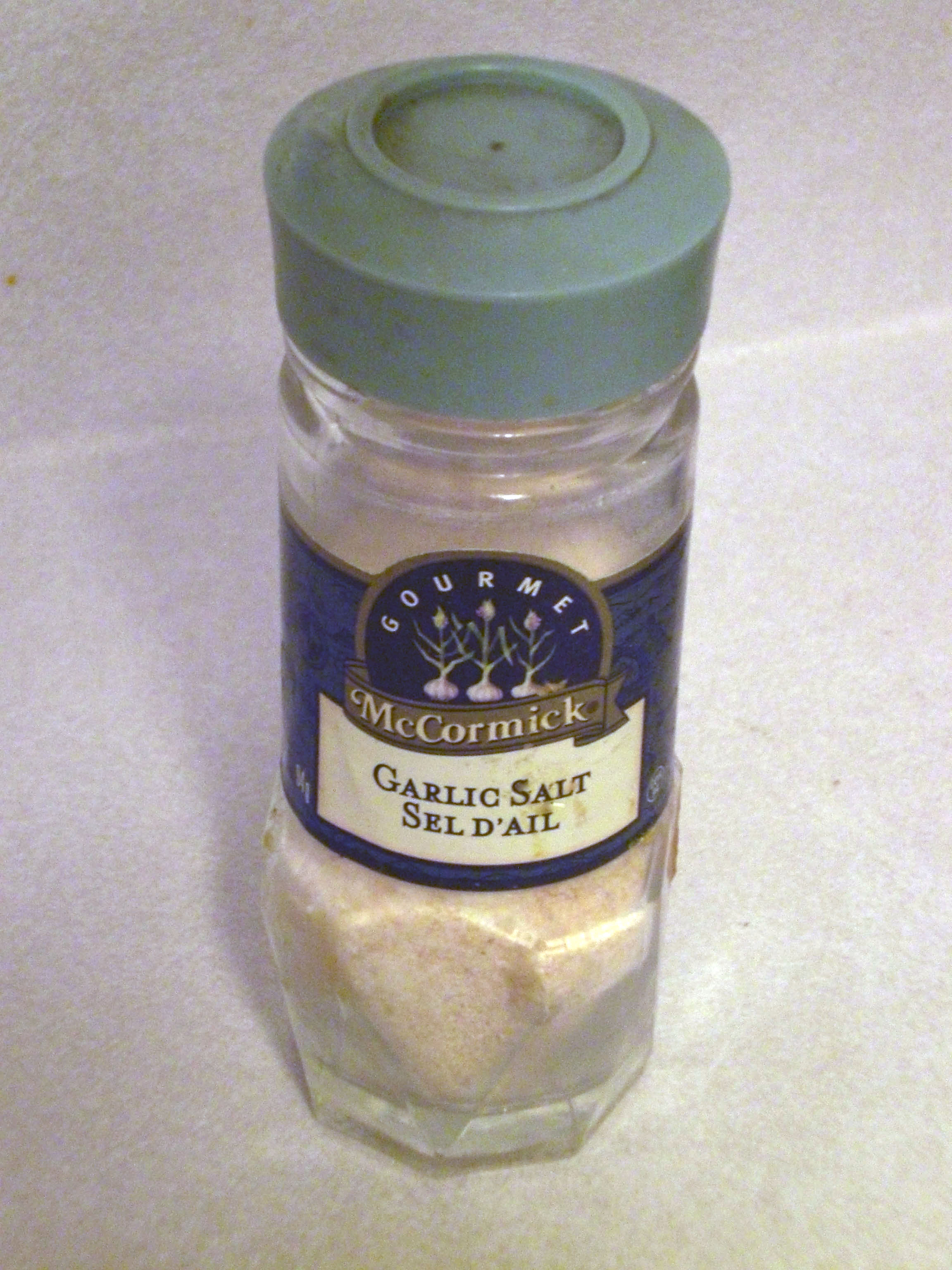
Un bote de sal de ajo.

La sal de ajo es una sal preparada usada como condimento. Consiste en una mezcla de ajo seco molido y sal de mesa con un humectante (por ejemplo, silicato dicálcico). En su forma más básica se prepara combinando 3 partes de sal y una parte de ajo en polvo.
Se usa como sustituto del ajo fresco, por ejemplo en hamburguesas o chile con carne.
No debería confundirse con el ajo picado, granulado o en polvo, que consiste solo en ajo seco molido y también se vende como especia, pero que no lleva sal.